# Taurean Blacque
Taurean Blacque (* 10. Mai 1940 in Newark, New Jersey; † 21. Juli 2022 in Atlanta, Georgia) war ein US-amerikanischer Schauspieler.

## Leben
Blacque wurde als Herbert Middleton Jr. in Newark geboren. Sein Vater war Textilreiniger, seine Mutter Krankenschwester.
Er besuchte die Arts High School in Newark und arbeitete zunächst als Postzusteller. Erst 1969, im Alter von knapp 30 Jahren, entschied er sich für eine Schauspielkarriere und trat der American Musical and Dramatic Academy in New York bei. In einem Interview in USA Today sagte er hierzu: „Als ich herausfand, dass die Schauspielerei meine Nische war, habe ich mich mit aller Kraft darauf konzentriert.“
Er wählte seinen Künstlernamen Taurean nach seinem astrologischen Sternzeichen Stier (lat. Taurus), auch um die Aufmerksamkeit von Castingagenten zu gewinnen.
Blacque war Christ und sein Glaube beeinflusste seinen Wunsch, sich für Adoptionen zu engagieren. Im Jahr 1989 wurde er von Präsident George H. W. Bush gebeten, als nationaler Sprecher zu fungieren, nachdem er bereits zuvor als Sprecher des Los Angeles County Adoption Service aufgetreten war. Neben zwei leiblichen Kindern hatte er selbst elf adoptierte Kinder.
Zuletzt lebte er in Atlanta, wo er nach seiner Karriere vor der Kamera weiterhin auf der Bühne zu sehen war und auch beim Black Theatre Festival in Winston-Salem spielte.
Er verstarb im Alter von 82 Jahren nach kurzer Krankheit.

## Karriere
Blacque lernte Schauspiel am New Federal Theatre in New York City, einem Theater, das gegründet wurde, um Minderheiten den Zugang zur Schauspielerei zu ermöglichen. Anfang der 1970er Jahre war er Mitglied der Negro Ensemble Company. 1973 spielte er am Broadway in The River Niger am Brooks Atkinson Theatre und 1975 in We Interrupt This Program… am Ambassador Theatre.
Erste Rollen vor der Kamera hatte er 1976 in der Fernsehserie Ball Four und What’s Happening? Es folgten Gast- und Nebenrollen in zahlreichen Serien und Seifenopern.
Wiederkehrende Rollen hatte er zwischen 1981 und 1987 in Polizeirevier Hill Street als Detective Neal Washington, zwischen 1989 und 1990 in Generations als Henry Marshall und zwischen 1996 und 1997 in Savannah als Detective Wheeler.
Neben seiner Arbeit auf der Bühne und im Fernsehen war er auch in mehreren Filmen zu sehen, beispielsweise in Rocky II, Oliver & Company und Deep Star Six.
Einen letzten Auftritt vor der Kamera hatte er im Jahr 2018 in der Fernsehserie Kevin (Probably) Saves the World. Blacque war ebenfalls als Synchronsprecher tätig.
Im deutschen Sprachraum wurde Blacque unter anderem von Kurt Goldstein, Walter von Hauff, Andreas Hosang, Manfred Lehmann, Bernd Rumpf, Achim Schülke und Ulf-Jürgen Söhmisch synchronisiert.

## Auszeichnungen und Nominierungen
Im Jahr 1982 war Blacque  für den Primetime Emmy Award in der Kategorie „Outstanding Supporting Actor in a Drama Series“ für seine Darstellung von Detective Neal Washington in Polizeirevier Hill Street nominiert; der Preis ging allerdings an seinen Schauspielkollegen Michael Conrad.
In den Jahren 1982, 1983 und 1984 wurde er jeweils mit einem People’s Choice Award ausgezeichnet.
Im Jahr 1985 erhielt Blacque zudem den NAACP Image Award in der Kategorie „Best Actor (Local)“ für seine Darstellung in Amen Corner.

## Filmografie (Auswahl)

### Film
- 1978: Hausbesuche
- 1978: Frankie & Annette: The Second Time Around (Fernsehfilm)
- 1979: Rocky II
- 1979: Beyond Death’s Door
- 1980: The $5.20 an Hour Dream (Fernsehfilm)
- 1980: Alex and the Doberman Gang (Fernsehfilm)
- 1980: Jeder Kopf hat seinen Preis
- 1980: Die Nacht, als der Terror tobte (The Night the City Screamed; Fernsehfilm)
- 1988: Oliver & Co.
- 1989: Deep Star Six
- 1991: Ein dorniger Weg (She Stood Alone; Fernsehfilm)
- 1992: Murder Without Motive: The Edmund Perry Story (Fernsehfilm)
- 1995: Soul Survivors (Fernsehfilm)
- 1996: Fled – Flucht nach Plan
- 2001: Tara (Video)
- 2002: The Kudzu Christmas (Video)
- 2002: Nowhere Road
- 2008: The Stick Up Kids (Video)
- 2011: Battle (auch: Step Off)
- 2015: Things Not Forgotten (Kurzfilm)

### Fernsehen
- 1976: Ball Four
- 1976: What’s Happening!!
- 1976: Snip
- 1977: Sanford and Son
- 1977: The Krofft Supershow / Wonderbug
- 1977: Die Tony Randall Show
- 1977–1978: The Bob Newhart Show
- 1977–1978: Good Times
- 1978: Drei Engel für Charlie
- 1978: Kaz & Co
- 1978: Taxi
- 1979: Captain Paris
- 1979: The White Shadow
- 1980: Love Boat
- 1981–1987: Polizeirevier Hill Street
- 1988: Unser lautes Heim
- 1988: CBS Summer Playhouse
- 1989–1990: Generations
- 1991: Chicago Soul (Gabriel’s Fire)
- 1992: Alles total normal – Die Bilderbuchfamilie (True Colors)
- 1994: In der Hitze der Nacht
- 1994: Dream On
- 1995: Der Klient (The Client)
- 1996–1997: Savannah
- 2018: Kevin (Probably) Saves the World

## Theater (Auswahl)
- 1973: The River Niger (Brooks Atkinson Theatre, Broadway, New York City)[9][10]
- 1975: We Interrupt This Program… (Ambassador Theatre, Broadway, New York City)[9][10]
- 1986: Don’t Get God Started (Beverly Hills)
- 1987: Stepping Into Tomorrow (Alliance Theatre, Atlanta, Georgia)
- 1988: Ceremonies in Dark Old Men (Alliance Theatre, Atlanta, Georgia)
- James Baldwin’s The Amen Corner
- Jeff Stetson’s The Meeting
- August Wilson’s Jitney